# 咲岡里奈
咲岡 里奈（さきおか りな）は、日本のシンガーソングライター、作詞家。

## 来歴
2009年１stシングル『Go on!』でCDデビュー。
デビュー作ながらオリコンインディーズチャート8位にランクイン。
その後もリリースごとに、６位、2位とランクインしている。
双子モデルとして、ロリータファッションブランド『BABY, THE STARS SHINE BRIGHT』『ALICE and the PIRATES』の広告モデルを担当し、様々な雑誌等に掲載されている。
2015年12月スクエア・エニックスより発売された往年の名作『スターオーシャン・セカンド』の新OP曲の作詞・作曲・歌唱に抜擢された。
2016年10月大正製薬リポビタンDのラジオCMの、作詞・作曲・歌唱を務める。
2017年テレビアニメ『AKIBA’S TRIP』のED曲に作詞が採用された事を機に、作詞家として活動を始める。
2018年10月27日より公開
東映アニメーション『映画ＨＵＧっと！プリキュア♡ふたりはプリキュアオールスターズメモリーズ』の挿入歌「リワインドメモリー」作詞担当。
2023年6月25日、ライブ活動引退を発表
現在、作詞家として活動中

## ディスコグラフィ

### シングル
1. GO ON!
2009年7月1日発売（色彩RECORDS）
オリコンインディーズチャート8位 オリコン総合チャート134位
2. Your/VOICE
2010年2月10日発売（色彩RECORDS）
オリコンインディーズチャート6位 オリコン総合チャート80位
3. 相思相愛☆恋愛成就
2010年6月28日発売（色彩RECORDS）
オリコンインディーズチャート2位 オリコン総合チャート84位
4. ケサランパサラン
2011年9月7日発売（ユニオンミュージックジャパン）

　５.　だぁ～い☆キライ!
　　　　2011年12月29日発売（発売元：ティー ワイ エンタテインメント 販売元：キングレコード）
　　　「池田彩と咲岡里奈」名義、『アニメ星人 ときめきレシピ』エンディングアニメ『やきもち狂想曲』テーマ曲

### アルバム
2020年3月8日より、デビュー10周年を記念したアルバム 『咲岡里奈 Collection 』が、各種配信サイトより配信開始。
1. The Game
2. Rain
3. 夢色ダイアリー
4. 白と白のシンフォニア
5. Lost artical
6. 相思相愛⭐︎恋愛成就
7. ふわふわミジンコハート
8. さよならグッバイ愛してたわ。
9. オレンジ
10.蒼の世界

## タイアップ曲
・2016年 10月 大正製薬リポビタンD ラジオCM「夢色ダイアリー」　作詞・作曲・歌唱 
・2015年 12月 スクエア・エニックスより　PS4、PSP Vita『スターオーシャン・セカンド』新オープニング曲 「星の軌跡」作詞・作曲・歌唱
・2012年 8月 映画『女子大生怪奇倶楽部』エンディング曲・挿入歌  
・2011年12月29日発売（発売元：ティー ワイ エンタテインメント 販売元：キングレコード）
「池田彩と咲岡里奈」名義、『アニメ星人 ときめきレシピ』エンディングアニメ『やきもち狂想曲』テーマ曲

## 作詞
・2018年10月27日より全国公開
東映アニメーション『映画ＨＵＧっと！プリキュア♡ふたりはプリキュア オールスターズメモリーズ』挿入歌   
・2017年 7月 テレビアニメ「18if」第3話エンディング曲『夢恋花』                           
・2017年 1月 テレビアニメ「AKIBA' S TRIP」第5話エンディング曲『心のメモリー』

## 出演

### テレビ
- アニメ星人 ときめきレシピ（チバテレビ、2011年）
- 『JJ倶楽部』CM出演
- 千葉TV 『アニメ星人～ときめきレシピ～』コーナーMC担当
- 『秋葉原アイドルチャンネル』 イメージガール
- 関西TV 『アイドルスナイパー』出演
- NTV 『音龍門』出演
- SKY Perfec TV エンタ371 『オンナノコノライブ』ゲスト出演
- Music JapanTV MJTV 『アイ活！』出演

## ラジオ
・2016年 8月 ラジオ楽天FM『MusicDiscovery』パーソナルMC 
・2014年4月 ラジオ『サタマニ♪』(Saturday Maniac Radio) Rainbow FM パーソナルMC

## WEB
- 『咲岡里奈のやりたいほーだい！しほーだい！』（2012年9月-、ニコニコ生放送）

## 舞台
（岸田リナ名義）
- 悪党達に花束を。～至上最大のお仕事～（2012年5月）
- （ベニバラ兎団Vol.10 N・A・A・P公演、岸田エリ子と共演）

## 雑誌・ショーモデル
・2018年 10月 BABY,THE STARS SHINE BRIGHT／ALIC and the PIRATES ファッションショー 　モデル出演 
・2016年 10月 BABY,THE STARS SHINE BRIGHT／ALIC and the PIRATES ファッションショー 　モデル出演 
・2015年 9月 BABY,THE STARS SHINE BRIGHT／ALIC and the PIRATES ファッションショー　　モデル出演 
・2015年 4月 宝島社 ムック『ダンガンロンパスペシャルファンブック』モデル出演 
・2015年 1月 2月号雑誌『Cure』モデル出演 
・2015年 1月 BABY,THE STARS SHINE BRIGHT／ALIC and the PIRATES 広告モデル 2月号雑誌『KERA』 
・2014年10月 BABY,THE STARS SHINE BRIGHT／ALIC and the PIRATES ファッションショー 　モデル出演
・2013年11月 BABY,THE STARS SHINE BRIGHT／ALIC and the PIRATES ファッションショー　 モデル出演 
・2012年11月 ファッション雑誌『ゴシック＆ロリータバイブル』モデル

## 映画
（すべて、岸田リナ名義）
- 女子大生怪奇倶楽部（2012年11月、監督：田代尚也）
- 怪特探KAITOKUTAN 岸部町奇談（2013年4月、監督：林一嘉）
- ばしゃ馬さんとビッグマウス（2013年11月、監督：吉田恵輔）小俣美恵 役